# آلیس و شیرینی‌پزی سرزمین عجایب
آلیس و شیرینی‌پزی سرزمین عجایب (به انگلیسی: Alice's Wonderland Bakery) یک انیمیشن سریالی می‌باشد که توسط چلسی بیل بر پایهٔ آلیس در سرزمین عجایب (۱۹۵۱) برای دیزنی جونیور خلق گردیده‌است.